# Щеврик червоногрудий
Ще́врик червоногру́дий  (Anthus cervinus) — вид птахів родини плискових.

## Морфологічні ознаки
Трохи більше за лучного щеврика, приблизно з лісового. У шлюбному наряді відрізняється від усіх інших щевриків виразно-рудим, до цегляно-червоного, кольором на горлі і зобі, зазвичай(не завжди) більше вираженим у самців. Велика кількість і розташування плям на грудях, черевці і боках схильні до великих індивідуальних варіацій. У осінньому оперенні і у молодих птахів горло і зоб не руді, схожий з луговим і сибірським щевриками; від лугового щеврика відрізняється рудо-бурим кольором спини, з чіткими темними плямами на попереку та надхвісті, можна відрізняти за більшими і темнішими плямами на боках, рудішому горлу і грудях, яскравішим білуватим смужкам на крилі. (Якщо птах в руках: відстань від вершини першого другорядного крутеневого до вершини крила 25-30 мм, нижні вкриваючі крила без лимонно-жовтого кольору на вершинах.) Від сибірського щеврика восени відрізняється менш яскравими світлими смужками на спині і крилах. Кіготь заднього пальця довше за сам палець і слабо зігнутий, як у лучного і сибірського щевриків. На осінньому прольоті можна сплутати з лісовим і плямистим щевриками, відрізняється від них більше охристим низом тіла з великими темними плямами і більше явними світлими смужками на передній частині спини, довгим заднім кігтем. Вага 15-29 г, довжина 15-18, крило 8,2-9,3, розмах 26-30 см.

## Голос
Пісню виконує в характерному для щевриків струмовому польоті, що складається з крутого зльоту, недовгого зависання і крутого планування з напівскладеними крилами і задертим хвостом. Пісня неголосна, досить приємна, в якнайповнішому виді вона починається декількома виразними неквапливими складами, за якими йде недовга сухувата трель: «тья, тья, тья, тья, трьрьрьрьрь». Далі — посвисти, трелі і схоже на фінал пісень інших щевриків завершення. В цілому якнайповніша пісня звучить приблизно так: «тья, тья, тья, тья, трьрьрьрьрь, сі-сі-сі-сі-сі, сі-сі-сі-сі-сі, тив-тив-тив-тив-тив, трьрьрьрь, тьиа-тьиа-тьиа-тьииа-тьиииа». Бувають як складніші, так і простіші варіанти, у тому числі без характерного початку, або ця фраза знаходиться в середині пісні. При зльоті — високе «псииии», такій же тривалості або довше, ніж у лісового щеврика, але чисте і енергійне. Такий же сигнал можна чути від поодиноких птахів, що летять. У зграйках, що летять, видають 2-3-складне «пии-би», «пии-ви-би» і дуже неголосний, як би хвилястий свист «пи-и-и-и-и». При занепокоєнні червоногрудий щеврик пурхає над джерелом небезпеки і видає неголосні рівномірні односкладові сигнали: «тик, тик», чи «сив, сив».

## Поширення та місця існування
Тундрова зона, лісотундра і частково північна тайга Євразії, у тому числі нашого регіону. На південній і північній околицях ареалу рідкісні, у більшості районів звичайні або численні. Усюди в південніших районах звичайні на прольоті.

### Детальніше
Країни проживання:
Афганістан, Алжир, Австрія, Азербайджан, Бахрейн, Білорусь, Бенін, Бутан, Бруней-Даруссалам, Болгарія, Буркіна-Фасо, Бурунді, Камбоджа, Камерун, Канада, Чад, Китай, Конго, Кот-д'Івуар, Кіпр , Чехія, Данія, Джибуті, Єгипет, Еритрея, Ефіопія, Фінляндія, Франція, Гамбія, Німеччина, Гана, Греція, Гонконг, Індія, Індонезія, Іран, Ірак, Ізраїль, Італія, Японія, Йорданія, Казахстан , Кенія, Корея, Китай, Республіка Корея, Кувейт, Лаос, Латвія, Ліван, Ліберія, Малайзія, Малі, Мальта, Мавританія, Мексика, Монголія, Чорногорія, Марокко, М'янма, Непал, Норвегія, Оман, Пакистан, Філіппіни, Польща, Португалія, Катар, Румунія, Росія, Руанда, Саудівська Аравія, Сенегал, Сербія, Сейшельські острови, Сьєрра-Леоне, Сінгапур, Словаччина, Сомалі, Іспанія, Судан, Швеція, Сирійська Арабська Республіка, Тайвань (провінція Китаю), Таджикистан, Танзанія, Таїланд, Того, Туніс, Туреччина, Туркменістан, Уганда, Україна, Об'єднані Арабські Емірати, Сполучені Штати, Узбекистан, В'єтнам, Ємен, Замбія.
Завезений:
Албанія, Австралія, Бельгія, Боснія і Герцеговина, Конго, Хорватія, Фарерські острови, Габону, Гібралтар, Гвінея, Гвінея-Бісау, Угорщина, Ісландія, Ірландія, Ліхтенштейн, Люксембург, Північна Македонія, Мальдіви, Нідерланди, Нігер , Палау, ПАР, Шрі-Ланка, Швейцарія, Сполучене Королівство.

## Гніздування

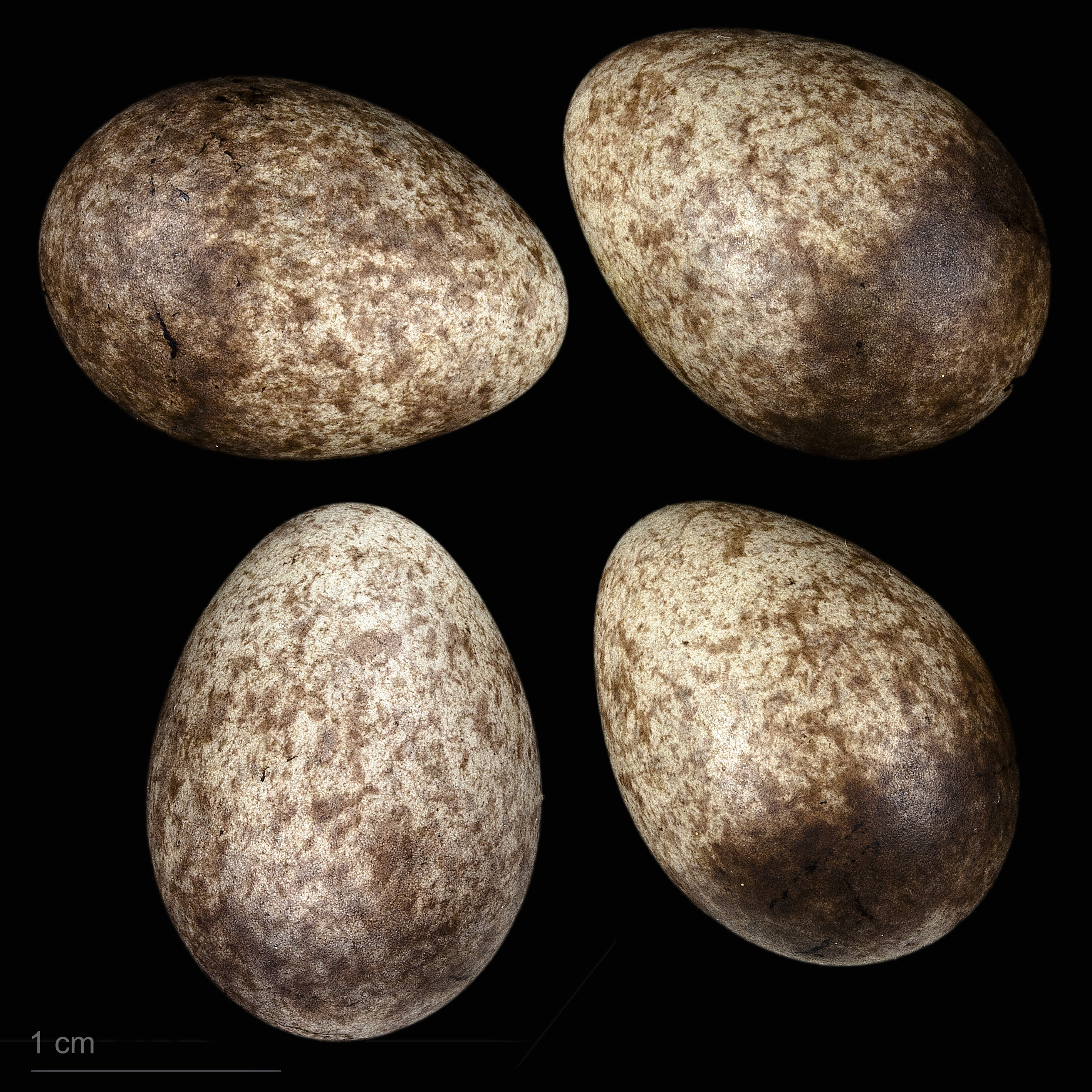
яйце Anthus cervinus - Тулузький музей

Прилітають поодинці і зграйками, коли велика частина тундри звільняється від снігу. Населяють практично усі місця життя, окрім трав'янистих боліт, ділянок лісу і високих кущів. На крайній півночі тундрової зони відкритих місць уникають, гніздяться по ярках і в низькорослих заплавних вербняках. У північній тайзі гніздяться на верхових тундроподібних болотах. Практично не прив'язані до місця гніздування і, за рідкісними виключеннями, щорічно влаштовуються на новому місці. Спочатку прилітають самці, незабаром починають співати, притягаючи самиць. Розподіляються окремими парами, але самці можуть залітати на території сусідів і мирно співати поруч, спільно виганяють сторонніх самців. Гнізда сусідів можуть знаходитися всього в декількох метрах. Для гнізд використовують тільки траву, грубу зовні і дуже тонку, - усередині лотка.
Гнізда розташовуються під прикриттям купини, кущиків і трави, а в арктичній тундрі - частіше в лемминговых норах. У кладці 3-7, як правило - 5-6 яєць. Найбільш звичайне забарвлення яєць коричневе, таке, що складається з неясного крапу і аморфних плям, під якими не видно фону. Межі мінливості - від світло-сірих з рідкісними бурими плямами або крапками до суцільної шоколадно-коричневої, з чорними плямами і завитками. Бувають сірі з густим дрібним крапом, як у лугового щеврика. Розміри яєць 17-23 х 13-16 мм. Насиджує тільки самиця, починаючи з відкладання 2-3-го яйця. Від відкладання останнього яйця до вилуплення першого пташеняти проходить від 10 до 13 днів. Самець регулярно прилітає з кормом, сідає в 10-30 м від гнізда і викликає самицю високим «тсіііі», та вилітає, з'їдає корм і повертається в гніздо пішки. При небезпеці самиця покидає гніздо заздалегідь або причаїться і вилітає з-під ніг, після чого вона або обидва дорослі птахи чекають неподалік, часом злітаючи і пурхаючи над джерелом небезпеки з тривожними сигналами. При пташенятах птаха неспокійніші і тривожаться частіше в повітрі. У пташенят на голові і спині довгий темно-бурий пух, ротова порожнина рожева, помаранчева або червона, з жовтими дзьобними валиками. Пташенята йдуть з гнізда у віці 9(при занепокоєнні) - 14 днів і тримаються потайно серед рослинності, де їх знаходять і годують батьки. Після розорення гнізда з яйцями або маленькими пташенятами гніздяться повторно, двох успішних кладок за сезон не відомо.
У кінці літа кочують одинаками і зграйками, відлітають з тундри в другій половині серпня - початку вересня. На прольоті в середніх широтах їх можна бачити по полях, городах, лугах і інших відкритих місцях до середини жовтня. Тримаються групками і невеликими розсіяними зграйками. У сухому степу тримаються ближче до водойм. Зимують в Центральній Африці і Південній Азії.